# Nils-Johannes Kratzer
Nils-Johannes Kratzer (* 1973) ist ein deutscher Fachanwalt für Arbeitsrecht und Strafverteidiger. Bekanntheit erlangte er durch zahlreiche Gerichtsprozesse, die er in eigener Sache wegen behaupteter Verstöße gegen das Allgemeine Gleichbehandlungsgesetz (AGG) führt. Im Vordergrund stehen dabei Entschädigungsklagen zu Bewerbungsverfahren, in denen Kratzer sich benachteiligt sieht. Spiegel Online bezeichnete ihn deshalb als bekanntesten „AGG-Hopper“ der Republik. Kratzer bestreitet, die Entschädigungsprozesse als Einnahmequellen zu führen. Vielmehr bewerbe er sich ernsthaft auf die ausgeschriebenen Stellen und werde tatsächlich diskriminiert. Zudem bewege ihn ein „rechtspolitisches Interesse“. So erklärte er gegenüber Spiegel Online, dass er nicht in einem Land leben wolle, in dem man mit 50 keine Stelle mehr finde.

## Leben
Kratzer legte 2001 seine zweite juristische Staatsprüfung in München ab. Von 2003 bis 2005 war er als selbständiger Rechtsanwalt tätig. In den Jahren 2006 und 2007 arbeitete er als leitender Angestellter bei einem Versicherungsunternehmen. 2008 studierte Kratzer in Südafrika und erwarb dort den Master of Laws.

## Prozess gegen die R+V Versicherung
2009 kehrte Kratzer nach Deutschland zurück und bewarb sich dort intensiv bei verschiedenen Unternehmen, unter anderem bei der R+V Versicherung in Wiesbaden. Die R+V Versicherung hatte mehrere Trainee-Stellen ausgeschrieben; in der Stellenausschreibung sprach sie bewusst Hochschulabsolventen an. Kratzer erhielt auf seine Bewerbung eine Absage. Er machte daraufhin bei der R+V einen Entschädigungsanspruch in Höhe von 14.000 Euro wegen angeblicher Altersdiskriminierung geltend. Als Kratzer erfuhr, dass die Trainee-Stellen ausnahmslos mit weiblichen Bewerbern besetzt worden waren, forderte er zusätzlich weitere 3.500 Euro wegen Diskriminierung aufgrund des Geschlechts.
Die R+V wies Kratzers Forderungen zurück. Dies führte zu einem mehrjährigen Rechtsstreit über mehrere Instanzen. Das Arbeitsgericht Wiesbaden und das Landesarbeitsgericht Hessen wiesen Kratzers Klage zunächst ab. Kratzer legte Revision ein. Nach Einholung einer Vorabentscheidung des Europäischen Gerichtshofs hob das Bundesarbeitsgericht (BAG) mit Urteil vom 26. Januar 2017 die Entscheidungen der Instanzgerichte auf und verwies die Rechtssache zurück an das Landesarbeitsgericht Hessen. Dieses verurteilte die R+V 2018 zur Zahlung einer Entschädigung von 14.000 Euro zuzüglich Zinsen in Höhe von gut 6.000 Euro. Ferner wurde gerichtlich festgestellt, dass die R+V sämtliche künftigen materiellen Schäden zu ersetzen habe, die Kratzer aufgrund der unterlassenen Einstellung entstanden sind. Das Urteil ist rechtskräftig.

## Weitere Gerichtsverfahren
Parallel zum Verfahren gegen die R+V prozessierte Kratzer 2009 auch gegen die Charité. Die Klinik hatte ebenfalls Trainee-Stellen ausgeschrieben und Kratzer bei der Stellenbesetzung nicht berücksichtigt. Das Arbeitsgericht Berlin und das Landesarbeitsgericht Berlin-Brandenburg wiesen Kratzers Entschädigungsklage ab, das Bundesarbeitsgericht hob diese Urteile auf. Im Gegensatz zu den Vorinstanzen erkannte das BAG Indizien, die eine unzulässige Benachteiligung Kratzers wegen dessen Alters vermuten ließen.
2010 verklagte Kratzer die Münchener Diskothek Café am Hochhaus. Dort war er vom Türsteher zurückgewiesen worden, weil – angeblich nur vorübergehend – an diesem Abend keine weiteren männlichen Gäste erwünscht waren. Kratzer sah sich deshalb wegen seines Geschlechts diskriminiert.
Der Prozess endete mit einem Vergleich. In diesem Vergleich verpflichtete sich das Cafe am Hochhaus, künftig keine Gäste mehr wegen ihres Geschlechts zu benachteiligen sowie zu einer einmaligen Zahlung an eine gemeinnützige Einrichtung.
Im Jahr 2014 scheiterte Kratzer mit einer Klage vor dem Arbeitsgericht Hamburg. Sein Mandant hatte sich bei einer Sprachschule beworben, die ausgeschriebene Stelle jedoch nicht erhalten. Rechtsanwalt Kratzer drang mit der Argumentation, sein Mandant sei wegen seiner „ethnischen Zugehörigkeit“ als Bayer benachteiligt worden, nicht durch. Die Klage wurde abgewiesen.
In einem Verfahren vor dem Landesarbeitsgericht Nürnberg bemühte er sich um eine Grundsatzentscheidung über die Frage, inwieweit die Bayern oder die Franken eine Ethnie im Sinne des Allgemeinen Gleichbehandlungsgesetzes sind.
2018 entschied das Bundesarbeitsgericht letztinstanzlich über eine Klage, die Kratzer 2012 gegen einen Träger diakonischer Arbeit erhoben hatte. Kratzer hatte eine Entschädigung verlangt, da ihn der diakonische Träger im Bewerbungsverfahren aus Gründen der Religion und des Alters diskriminiert habe. Das BAG gab der Klage aus Gründen des Rechtsmissbrauchs nicht statt. Kratzer habe sich nicht beworben, um die ausgeschriebene Stelle zu erhalten. Vielmehr sei es ihm mit der Bewerbung ausschließlich darum gegangen, den formalen Status eines Bewerbers zu erlangen und anschließend eine Entschädigung geltend zu machen.
Das Begehren Kratzers, mit 1.000 Euro dafür entschädigt zu werden, dass er wegen seines Alters nicht zu einem Münchener Partyevent eingelassen wurde, lehnte der Bundesgerichtshof  mit Urteil vom 5. Mai 2021 ab, weil ein Massengeschäft im Sinne des § 19 Abs. 1 AGG nicht vorliege.
2021 bewarb Kratzer sich erfolglos auf eine Stelle für „eine*einen Volljurist*in (m/w/d)“, befristet im Rahmen einer Mutterschutz- und Elternzeitvertretung für ca. 18 Monate, die eine als Körperschaft des öffentlichen Rechts organisierte Universität in Nordrhein-Westfalen ausgeschrieben hatte. Nach zwei Vorstellungsgesprächen teilte man Kratzer mit, man habe sich für eine andere Bewerberin entschieden, die das Anforderungsprofil der Stelle besser erfülle. Auf ein Auskunftsersuchen gemäß Art. 15 Datenschutz-Grundverordnung erfuhr Kratzer von einem Auswahlvermerk der Universität, in dem er im Hinblick auf seine öffentlich zugänglichen Quellen zu entnehmende Verurteilung vom 6. Juli 2020 (siehe dazu nachfolgend #Strafverfahren) als nicht geeigneter Bewerber bewertet wurde. Daraufhin erhob Kratzer Klage auf Entschädigung nach Art. 33 Abs. 2 GG, Art. 82 Abs. 1 DSGVO und § 15 Abs. 1, 2 AGG. Sie wurde in erster Instanz abgewiesen. Im Berufungsverfahren sprach das Landesarbeitsgericht jedoch eine Entschädigung von 1.000 Euro nach Art. 82 Abs. 1 DSGVO dafür zu, dass die Universität ihn nicht gemäß Art. 14 DSGVO von ihrer Google-Recherche informiert und die dadurch gewonnenen Erkenntnisse trotzdem gegen ihn verwertet hatte. Die weitergehende Berufung wurde verworfen und die Revision für beide Seiten mit gewissen Einschränkungen zugelassen. Die Sache war beim Bundesarbeitsgericht unter dem Aktenzeichen 8 AZR 117/24 anhängig. Das Revisionsverfahren wurde durch Urteil vom 5. Juni 2025 abgeschlossen; es blieb beim Urteil des Landesarbeitsgerichts.

## Strafverfahren
2015 klagte die Staatsanwaltschaft München Kratzer und seinen Bruder wegen gewerbsmäßigen Betrugs an. Der Vorwurf lautete, Kratzer habe in mehr als 100 Fällen fingierte Bewerbungen eingereicht, um die potenziellen Arbeitgeber anschließend wegen angeblicher Diskriminierung zur Zahlung von Entschädigungen zu veranlassen. Insgesamt habe er so 80.000 Euro erhalten. Das Landgericht München I lehnte es ab, ein Strafverfahren zu eröffnen. Die Staatsanwaltschaft legte gegen diese Entscheidung Beschwerde ein. Das Oberlandesgericht München gab der Beschwerde teilweise statt und ließ die Anklage bezüglich 35 Einzelvorwürfen zu. Die Hauptverhandlung begann am 27. November 2018 vor der 12. Strafkammer des Landgerichts München I. Nach 63 Hauptverhandlungstagen erging schließlich am 6. Juli 2020 das erstinstanzliche Urteil, wonach Kratzer zu einer Freiheitsstrafe von einem Jahr und vier Monaten zur Bewährung verurteilt wurde.
Die Urteile gegen Kratzer und seinen Bruder wurden vom Bundesgerichtshof (BGH) in der Revisionsinstanz mit Beschlüssen vom 4. Mai 2022 (AZ: 1 StR 3/21 und 1 StR 138/21) aufgehoben. Der BGH urteilte gleichlautend, dass das Versenden der außergerichtlichen Aufforderungsschreiben nicht als betrügerische Täuschungshandlung zu qualifizieren sei. Zudem sei dadurch auf Seiten der Prozessgegner kein Irrtum bezüglich einer angeblich bestehenden Entschädigungspflicht erregt worden. Damit sei der Tatbestand des Betrugs nicht erfüllt. Allerdings könne sich Kratzer wegen Prozessbetrugs strafbar gemacht haben. Da das Landgericht dazu jedoch keine Feststellungen getroffen hatte, verwies der BGH die Sache an eine andere Strafkammer des LG München I zu neuer Verhandlung und Entscheidung zurück.